# ペドロ・マルケス
ペドロ・マルケス（Pedro Marques、1575年 - 1657年6月12日）は、江戸時代初期に来日したポルトガルのイエズス会宣教師である。

## 経歴・人物
エヴォラの大司教区内に所在したモーランに生まれる。1592年に17歳でイエズス会士となり、日本での布教活動を志すために1609年（慶長14年）に来日し日本管区長を務めた。しかし1614年（慶長19年）に江戸幕府から禁教令が発令されたことにより、マカオに追放処分を受ける。その後は同地やカンボジア、トンキン、海南島等東南アジアの津々浦々で布教活動にあたった。
後にイタリア人宣教師のアントニオ・ルビノと親交を持ち5人の宣教師、5人の従者と共に1643年（寛永20年）に筑前の大島に渡航し日本への密入国を決行する。しかしその直後に捕縛され長崎に送還された後に、江戸で下総の高岡藩主だった井上政重の命により拷問を受け棄教した。その後も日本に滞在し、江戸で病死した。